# Zambie aux Jeux olympiques d'été de 2024
La Zambie participe aux Jeux olympiques de 2024 à Paris. Il s'agit de sa 15e participation à des Jeux olympiques d'été.

## Nombre d’athlètes qualifiés par sport
Voici la liste des qualifiés et sélectionnés zambiens par sport (remplaçants compris) :
| Sport                                 | Hommes | Femmes | Total |
| ------------------------------------- | ------ | ------ | ----- |
| Athlétisme                            | 4      | -      | 4     |
| Boxe                                  | 1      | 1      | 2     |
| Football                              | -      | 18     | 18    |
| Judo                                  | 1      | -      | 1     |
| Sports aquatiques • Natation sportive | 1      | 1      | 2     |
| Total                                 | 7      | 20     | 27    |

## Bilan général
| Sport      | Médaille d'or, Jeux olympiques | Médaille d'argent, Jeux olympiques | Médaille de bronze, Jeux olympiques | Total | Rang pays |
| ---------- | ------------------------------ | ---------------------------------- | ----------------------------------- | ----- | --------- |
| Athlétisme | 0                              | 0                                  | 1                                   | 1     | 37e       |
| Total      | 0                              | 0                                  | 1                                   | 1     | 84e       |

| Jour   | Médaille d'or, Jeux olympiques | Médaille d'argent, Jeux olympiques | Médaille de bronze, Jeux olympiques | Total |
| ------ | ------------------------------ | ---------------------------------- | ----------------------------------- | ----- |
| 7 août | 0                              | 0                                  | 1                                   | 1     |
| Total  | 0                              | 0                                  | 1                                   | 1     |

| Sexe   | Médaille d'or, Jeux olympiques | Médaille d'argent, Jeux olympiques | Médaille de bronze, Jeux olympiques | Total |
| ------ | ------------------------------ | ---------------------------------- | ----------------------------------- | ----- |
| Hommes | 0                              | 0                                  | 1                                   | 1     |
| Femmes | 0                              | 0                                  | 0                                   | 0     |
| Mixte  | 0                              | 0                                  | 0                                   | 0     |
| Total  | 0                              | 0                                  | 1                                   | 1     |

## Médaillés
| Sport      | Discipline | Athlète(s)       | Performance  | Date   |
| ---------- | ---------- | ---------------- | ------------ | ------ |
| Athlétisme | 400 m      | Muzala Samukonga | 43 s 74 (NR) | 7 août |

## Résultats

### Athlétisme

#### Hommes
| Athlètes                                                                      | Épreuve          | Premier tour | Premier tour | Repêchage   | Repêchage   | Demi-finales | Demi-finales | Finale       | Finale                              |
| Athlètes                                                                      | Épreuve          | Temps        | Rang         | Temps       | Rang        | Temps        | Rang         | Temps        | Rang                                |
| ----------------------------------------------------------------------------- | ---------------- | ------------ | ------------ | ----------- | ----------- | ------------ | ------------ | ------------ | ----------------------------------- |
| Muzala Samukonga                                                              | 400 m            | 44 s 56      | 1er          | Exempté     | Exempté     | 43 s 81      | 2e           | 43 s 74 (NR) | Médaille de bronze, Jeux olympiques |
| Kennedy Luchembe Thomson Mbewe Chanda Mulenga Patrick Nyambe Muzala Samukonga | Relais 4 × 400 m | 3 min 0 s 08 | 5e           | Non disputé | Non disputé | Non disputé  | Non disputé  | 3 min 2 s 76 | 8e                                  |

### Boxe
| Athlètes          | Catégorie              | 1/16e de finale     | 1/8e de finale         | Quart de finale       | Demi-finale         | Finale              | Rang    |
| Athlètes          | Catégorie              | Adversaire Résultat | Adversaire Résultat    | Adversaire Résultat   | Adversaire Résultat | Adversaire Résultat | Rang    |
| ----------------- | ---------------------- | ------------------- | ---------------------- | --------------------- | ------------------- | ------------------- | ------- |
| Patrick Chinyemba | Poids mouches (-51 kg) | Exempté             | Panghal Victoire 4 - 1 | de Pina Défaite 0 - 5 | Éliminé             | Éliminé             | Éliminé |

| Athlètes      | Catégorie              | 1/16e de finale         | 1/8e de finale      | Quart de finale     | Demi-finale         | Finale              | Rang     |
| Athlètes      | Catégorie              | Adversaire Résultat     | Adversaire Résultat | Adversaire Résultat | Adversaire Résultat | Adversaire Résultat | Rang     |
| ------------- | ---------------------- | ----------------------- | ------------------- | ------------------- | ------------------- | ------------------- | -------- |
| Margret Tembo | Poids mouches (-50 kg) | Kaivo-oja Défaite 0 - 5 | Éliminée            | Éliminée            | Éliminée            | Éliminée            | Éliminée |

### Football
| Épreuve         | Premier tour             | Premier tour            | Premier tour            | Premier tour | Quart de finale  | Demi-finale      | Finale / MB      | Rang |
| Épreuve         | Adversaire Score         | Adversaire Score        | Adversaire Score        | Rang         | Adversaire Score | Adversaire Score | Adversaire Score | Rang |
| --------------- | ------------------------ | ----------------------- | ----------------------- | ------------ | ---------------- | ---------------- | ---------------- | ---- |
| Tournoi féminin | États-Unis Défaite 0 - 3 | Australie Défaite 5 - 6 | Allemagne Défaite 1 - 4 | 4e           | Éliminée         | Éliminée         | Éliminée         | 12e  |

### Judo
| Athlète    | Compétition    | 1er tour             | 2e tour             | Quart de finale     | Demi-finale         | Repêchage           | Finale / CB         | Rang |
| Athlète    | Compétition    | Adversaire Résultat  | Adversaire Résultat | Adversaire Résultat | Adversaire Résultat | Adversaire Résultat | Adversaire Résultat | Rang |
| ---------- | -------------- | -------------------- | ------------------- | ------------------- | ------------------- | ------------------- | ------------------- | ---- |
| Simon Zulu | Moins de 60 kg | Won-jin Défaite 0-10 | Éliminé             | Éliminé             | Éliminé             | Éliminé             | Éliminé             | =17e |

### Natation
| Athlète         | Épreuve         | Séries  | Séries | Demi-finales | Demi-finales | Finale  | Finale  |
| Athlète         | Épreuve         | Temps   | Rang   | Temps        | Rang         | Temps   | Rang    |
| --------------- | --------------- | ------- | ------ | ------------ | ------------ | ------- | ------- |
| Damien Shamambo | 50 m nage libre | 24 s 09 | 48e    | Éliminé      | Éliminé      | Éliminé | Éliminé |

| Athlète   | Épreuve         | Séries  | Séries | Demi-finales | Demi-finales | Finale   | Finale   |
| Athlète   | Épreuve         | Temps   | Rang   | Temps        | Rang         | Temps    | Rang     |
| --------- | --------------- | ------- | ------ | ------------ | ------------ | -------- | -------- |
| Mia Phiri | 50 m nage libre | 26 s 49 | =32e   | Éliminée     | Éliminée     | Éliminée | Éliminée |